# Hatti
Hatti (hettita nyelven ḫa-at-ti, hurri nyelven DU URUḫa-at-tu-u/uḫ-ḫi vagy URUḫa-ad-du-ḫi-na) történelmi terület volt Anatóliában az ókorban. A területet eredetileg a hattik lakták, majd az i. e. 3. évezred végén a hettiták foglalták el. Hatti a hettiták idején elsősorban nem földrajzi, hanem politikai fogalom volt, több egymást követő állam, amelyek területe folyamatosan változott. A hettiták birodalma az i. e. 15-12. század között élte fénykorát. Fővárosuk Hattuszasz volt a mai Közép-Törökország területén. Földművelése öntözés nélküli.

## A hettiták eredete, felfedezése
A hettitákat csak a 19. század végén kezdték felfedezni. Először Charles Texier kezdett ásatni 1834-ben Boğazkalében, egy törökországi faluban. Itt találták meg az ókori Hattuszaszt, de ekkor még csak egy titokzatos népről beszéltek. Archibald Henry Sayce mondta ki először 1879-ben, hogy ez a nép a hettiták népe.
Bedřich Hrozný cseh tudós filológiai szempontokból kiindulva megállapította, hogy a hettita nép indoeurópai eredetű. Hogy miképp kerültek a területre, azt még nem sikerült kideríteni. Három fő álláspont van erre vonatkozóan: A mai Törökország eredeti lakosai; Európából érkeztek; a Kaszpi-tenger mellékétől indulva, több áramlatban szállták meg a vidéket. Hogy mikor kerültek Kis-Ázsiába, arról is viták folynak, de biztos hogy az i.e. 4 évezred vége és 3. évezred vége között.

## Történetük
29 hettita királyt ismernek. Köztük az első Anittasz, aki egyesítette a hettita törzseket. I. Szuppiluliumasz Aleppótól Kargamışig terjesztette ki a birodalom területét, körötte vazallus államokkal. Muwatallisz király idején került sor az ókor egyik legnagyobb csatájára 1294-ben, Kádes-ban. III. Hattuszilisz örök baráti, megnemtámadási, be nem avatkozási szerződést kötött II. Ramszesszel.
I. e. 1200 körül nyugati vad törzsek törtek be a területre, ezzel egyidejűleg belső felkelések is voltak. Ez jelentette a Hettita Birodalom végét. Ezután kisebb hettita törzsek maradtak a területen, általában nagyobb államok vazallusaként, i. e. 717-ig, ekkor következett be a hettiták politikai vége.

### Külső hivatkozások
- Hattians - First Civilizations in Anatolia